# Odo Russell (Diplomat)
Hon. Sir Odo William Theophilus Villiers Russell, KCMG, KCVO, CB (* 3. Mai 1870; † 23. Dezember 1951) war ein britischer Diplomat, der unter anderem zwischen 1919 und 1922 Gesandter in der Schweiz, von 1922 bis 1928 Gesandter beim Heiligen Stuhl sowie zwischen 1928 und 1933 Gesandter in den Niederlanden war.

## Leben

### Familiäre Herkunft und Beginn der diplomatischen Laufbahn
Odo Russell stammte aus dem Adelsgeschlecht Russell. Er war der zweite Sohn des Diplomaten Odo William Leopold Russell (1829–1884), von 1871 bis zu seinem Tod 1884 Botschafter im Deutschen Kaiserreich war und 1881 als Baron Ampthill in den erblichen Adelsstand erhoben wurde, sowie dessen Ehefrau Lady Emily Theresa Villiers (1843–1927), die dritte Tochter des Diplomaten und Politikers George Villiers, 4. Earl of Clarendon (1800–1870). Sein älterer Bruder Arthur Oliver Villiers Russell (1869–1935), erbte beim Tod des Vaters 1884 den Titel als 2. Baron Ampthill und war zwischen 1900 und 1906 Gouverneur der Präsidentschaft Madras sowie 1904 Vizekönig von Indien.
Odo Russell besuchte das renommierte Eton College und trat 1892 als Attaché in den diplomatischen Dienst (HM Foreign Service) des Außenministeriums (Foreign Office) ein und übernahm zahlreiche Funktionen im Laufe seiner beruflichen Laufbahn. Nachdem er zwischen 1893 und 1894 als Attaché an der Botschaft im Königreich Italien war, wechselte er 1894 als Attaché an die Gesandtschaft im Königreich Griechenland und wurde dort kurz darauf zum Dritten Sekretär (Third Secretary) befördert. Nach einer Verwendung zwischen 1896 und 1898 als Dritter Sekretär an der Botschaft im Russischen Kaiserreich, wurde er am 1. November 1898 zum Zweiten Sekretär (Second Secretary) befördert und war im Anschluss zwischen 1898 und 1899 Zweiter Sekretär an der Botschaft im Königreich Italien. Nachdem er von 1899 bis 1900 Zweiter Sekretär an der Gesandtschaft in Argentinien und zwischen 1900 und 1903 Zweiter Sekretär an der Botschaft in Österreich-Ungarn war, fand er von 1903 bis 1905 Verwendung als Zweiter Sekretär an der Botschaft im Deutschen Kaiserreich und wurde dort am 1. November 1905 zum Ersten Sekretär (First Secretary) befördert.
Nach seiner Rückkehr fungierte Russell zwischen 1905 und 1909 als Assistant Private Secretary to the Foreign Secretary und damit als Assistierender Privatsekretär von Außenministers Edward Grey. Am 10. August 1909 erfolgte seine Beförderung zum Botschaftsrat (Counsellor), woraufhin er zwischen 1909 und 1914 als Botschaftsrat an der Botschaft in Österreich-Ungarn tätig war. Für seine Verdienste wurde er 1909 zum Commander des Royal Victorian Order (CVO). Im Anschluss fungierte er zwischen 1914 und 1919 als Diplomatischer Sekretär des Außenministers (Diplomatic Secretary to the Secretary of State for Foreign Affairs), Edward Grey (1914 bis 1916) beziehungsweise Arthur Balfour (1916 bis 1919). Für seine Verdienste wurde er 1916 zudem zum Companion des Order of the Bath (CB) ernannt.

### Gesandter in der Schweiz, beim Heiligen Stuhl und in den Niederlanden
Am 15. September 1919 wurde Odo Russell als Nachfolger von Sir Horace Rumbold, 9. Baronet Gesandter in der Schweiz und verblieb auf diesem Posten bis November 1922, woraufhin Sir Milne Cheetham ihn ablöste. Er selbst übernahm im Anschluss am 1. Dezember 1922 von John Francis Charles, 7. Count de Salis-Soglio das Amt als Gesandter beim Heiligen Stuhl und hatte dieses bis zu seiner Ablösung durch Henry Getty Chilton 1928 inne. Während dieser Zeit wurde er am 14. Mai 1923	zum Knight Commander des Royal Victorian Order (KCVO) geschlagen, so dass er fortan den Namenszusatz „Sir“ führte. Zugleich wurde er am 5. Juni 1926 auch zum Knight Commander des Order of St Michael and St George (KCMG) geschlagen.
Zuletzt löste Sir Odo Russell am 9. August 1928 Granville Leveson-Gower, 3. Earl Granville als Gesandter in den Niederlanden ab und verblieb auf diesem Posten bis 1933, woraufhin Sir Hubert Montgomery seine dortige Nachfolge antrat.
Aus seiner 1910 geschlossenen Ehe mit Komtess Marie Louise Rex († 1966), die aus dem obersächsischen Adelsgeschlecht Rex stammte und die Tochter des Diplomaten Rudolph von Rex (1858–1916) war, gingen drei Söhne hervor. Der älteste Sohn Cosmo Rex Ivor Russell (1911–2003) diente im Zweiten Weltkrieg als Major im Regiment Queen’s Westminsters, King’s Royal Rifle Corps sowie später von 1949 bis 1963 Berater im Sekretariat des Europarates. Der zweite Sohn Alaric Charles William Russell (1912–1986) war ebenfalls im Zweiten Weltkrieg Major im Regiment Queen’s Westminsters, King’s Royal Rifle Corps und arbeitete als Börsenmakler an der London Stock Exchange. Der jüngste Sohn David Hastings Gerald Russell (1915–1999) war während des Zweiten Weltkrieges Kapitänleutnant in der Royal Naval Volunteer Reserve sowie in der Nachkriegszeit Schauspieler in der Royal Shakespeare Company und von 1972 bis 1995 Berater des Champagnerherstellers Krug. Nach seinem Tod wurde Sir Odo Russell auf dem Friedhof der St Michael’s Church in Chenies in Buckinghamshire beigesetzt.